# Севастопольский вальс (оперетта)
«Севастопольский вальс» — героико-романтическая оперетта, которую написал в 1961 году композитор Константин Листов, авторы либретто: Елена Гальперина и Юлий Анненков. Лейтмотивом оперетты является мелодия появившегося в 1955 году «Севастопольского вальса».

## История
Композитор Константин Листов вспоминал: «Я написал много песен о море и моряках, и когда мои соавторы предложили написать музыкальную комедию о севастопольцах, я радостно согласился, потому что в этой, близко знакомой мне теме сочетаются героика и лирика, романтика и юмор». Оперетта была закончена весной 1961 года. Либреттист Елена Гальперина высоко оценила широту и эмоциональность музыкального материала и правдивость характеров, воссозданных в музыке.
Первыми оперетту поставили Волгоградский театр музыкальной комедии (режиссёр Ю. Генин), Воронежский музыкальный театр и Московская оперетта в 1961 году. Пьеса имела огромный успех у зрителей и быстро разошлась по многим городам и театрам СССР, в том числе Москвы, Ленинграда, где она прошла более 600 раз (1961), Севастополя, Сталинграда, Киева, Одессы, Воронежа, Нижнего Новгорода, Саратова, Минска, Новоуральска, Куйбышева, Омска, Свердловска, Кирова, Новосибирска. Театры Азербайджана, Коми АССР, Литвы, Татарии, Таджикистана, Удмуртии — всего она шла на сотне сцен. Оперетта была переведена на польский, болгарский и чешский языки, была также поставлена одним из любительских театров Франции. В 1985 году Московская оперетта снова поставила «Севастопольский вальс» в 2-х действиях. Спектакль шёл до мая 1991 года.
В 2010 году, в канун 65-летия Победы, спектакль поставили в Петербурге, где он прошёл 400 раз, в Воронеже и других городах России.

## Основные действующие лица
| Персонаж          | Голос   |
| ----------------- | ------- |
| Дмитрий Аверин    | баритон |
| Любаша Толмачёва  | сопрано |
| Нина Бирюзова     | сопрано |
| Генка Бессмертный | тенор   |
| Рахмет            | тенор   |
| Тётя Дина         | сопрано |

## Сюжет
Первое действие. 1942 год. Рота морских пехотинцев обороняет Инкерманские высоты вблизи Севастополя. Командир роты, лейтенант Дмитрий Аверин, вспоминает любимую жену Нину, от которой три месяца не было писем. К матросам прорывается транспортный корабль, привозит почту и с ней долгожданное письмо Аверину от жены. Нина сообщает, что решила связать свою судьбу с другим человеком. Чтобы не расстраивать друзей перед боем, Аверин говорит им, что всё в порядке, жена любит и ждёт. Начинается бой за Инкерман, последний рубеж обороны Севастополя. Медсестра Любаша, тайно влюблённая в Аверина, отказывается уходить с передовой, но Аверин отсылает её в тыл.
Второе действие. Первые послевоенные годы, весна на Приморском бульваре Севастополя. Появляется Любаша, окружённая группой молодых лейтенантов, которые наперебой ухаживают за девушкой, приглашая её на бал в Дом офицеров флота. Любаша шутливо отделывается от кавалеров, а затем и от бывшего однополчанина Генки Бессмертного. По бульвару проходит Нина, молодая певица из Ленинграда, бывшая жена Аверина. Теперь она очень жалеет, что совершила роковую ошибку и рассталась с Авериным.
Любаша знает, что Аверин сейчас служит на Балтике, но неожиданно он появляется перед ней — оказывается, его перевели снова в Черноморский флот. Дмитрий напоминает Любаше данное им когда-то в шутку обещание пригласить девушку на мирный севастопольский вальс. Любаша убегает счастливая. Взволнованный Аверин выражает свои чувства в арии, которая заканчивается «Севастопольским вальсом». Снова появляется Нина, Дмитрий делает вид, что они незнакомы.
Праздничный вечер в Доме офицеров флота. Вновь звучит музыка «Севастопольского вальса». Нина подходит к Аверину, и ему приходится пригласить на танец её, а не Любашу. Огорчённую Любашу успокаивает однополчанин Рахмет. На попытки Нины восстановить прежние отношения Аверин отвечает, что не прощает предательства. Когда Бессмертный провозглашает тост за любовь, раздражённый Аверин делает горькое замечание о женщинах, которые все, как одна, ищут спокойной жизни и прячутся от опасностей и тревог. Эти жестокие и несправедливые слова вызывают резкую отповедь у слышавшей их Любаши. Она поёт о девушках-бойцах, которые умели воевать и любить.
Третье действие. Рахмет решает помочь Любаше и Дмитрию и устраивает их встречу. Аверин просит прощения за свои грубые и злые слова о женщинах. Разговор прерывает Бессмертный, прибывший к командиру с поручением от «ленинградской певицы». Аверин уходит, объясняется с Ниной и прощается навсегда. После этого Дмитрий возвращается к Любаше, и также навсегда.

## Основные музыкальные номера
1. Увертюра
2. Хор - Стоит Севастополь, наш город-герой
3. Севастопольский вальс
4. Песня Гены (Ой,зелёные дубочки)
5. Дуэт-воспоминание Аверина и Нины (Не забудь)
6. Песня Аверина с хором (Морской наш прославленный флаг)
7. Песня Любаши (Мне солнце смеялось)
8. Марш (Поцелуй моряка)
9. Дуэт Любаши и Гены
10. Ария Нины (О прошлом счастье не грусти)
11. Дуэт Любаши и Аверина
12. Ария Аверина и «Севастопольский вальс»
13. Квартет Любаши и моряков
14. Песня Рахмета
15. Украинский танец
16. Песня Нины (Жил-был моряк)
17. Песня Любаши (Девушки-бойцы)
18. Песенка-считалка Зиночки
19. Финал

## Постановки на радио и в кино
В 1969 году появился фильм-спектакль «Севастопольский вальс» режиссёров Александра Закса и Анны Гедройц, снятый на основе постановки Московского театра оперетты.
В 1975 году был создан радиомонтаж оперетты, в котором участвовали артисты Московского театра оперетты:
- Любаша — Татьяна Шмыга
- Аверин — Юрий Богданов
- Нина — Татьяна Санина
- Гена — Анатолий Пиневич
- Рахмет — Василий Алчевский
- Дина — Валентина Марон

Эта запись была выпущена фирмой «Мелодия» в альбоме из двух пластинок, СТЕРЕО 33 С 60-05715-18.